# 不動産担保証券
不動産担保証券（ふどうさんたんぽしょうけん、MBS、Mortgage-backed securities）とは、資産担保証券（ABS、Asset-backed securities）の一種で、住宅ローンを主体とするモーゲージ融資を担保として発行された証券化商品である。

## 概要
アメリカではジニー・メイ（連邦政府抵当金庫）、ファニー・メイ（連邦住宅抵当公庫）、フレディマック（連邦住宅金融抵当金庫）といった政府系機関の発行残高が大きなシェアを占める。政府による全額出資により設立され、完全な政府保証のあるジニーメイに対し、民間上場企業であるファニーメイ、フレディマックには明示された政府保証はない。
ただし、これらの政府機関は1970年代から優遇されている（アメリカ合衆国の経済史#インフレの悲哀: 1970年代）。MBS市場はミューチュアル・ファンドの成長にともない拡大してゆき、MBSは投信のポートフォリオに組み込まれていった。世界金融危機へ差し掛かるころから、欧米では不動産価格の下落を受け、返済期限を迎えたローンをリファイナンス（借り換え）出来ず、CMBSの裏付けとなるローン債務がデフォルトとなる例が後をたたない。

## 日本のMBS
日本では1997年に北海道拓殖銀行が最初にRMBSを発行した。これは自己の住宅ローン債権を証券化したものである。ただし、直後に経営破綻したことで買い戻されたという。次いで1998年に三和銀行が同じく自己の住宅ローン債権を証券化しRMBSを発行している。2000年前後は都市銀行や生命保険会社が自己保有する住宅ローン債権を証券化し数百億円単位でのMBS発行が相次いだ。2001年に住宅金融公庫（現住宅金融支援機構）が住宅直接融資債権の証券化を開始。また、同年にはRMBS発行による資金調達を前提とした超長期固定金利の住宅ローンを提供するノンバンク（グッド住宅ローン 現:SBIモーゲージ）が事業を開始した。2003年には住宅金融公庫の直接融資に代わる制度として、民間金融機関の住宅ローン債権を住宅金融公庫が買い取って証券化を行う証券化支援事業（フラット35）が開始されたことにより、同公庫および承継組織の住宅金融支援機構が発行元となるRMBSが増加した。なお、同組織が発行するRMBSは財投機関債の一種である。

## 証券化の関係者
日本において、昭和恐慌の際に法制化された抵当証券との違いは以下の証券化の枠組である。
- オリジネーター : 証券化する債権を保有している金融機関。
- サービサー : 証券化された債権を管理し、貸付金の回収、担保の処分、投資家への元利金の支払いなどを代行する会社。日本ではオリジネーターがサービサーを兼ねる場合が多い。
- 特別目的事業体（SPV）

最も単純な証券化スキームは、SPVとして信託を採用し、オリジネーターが保有する不動産担保融資債権を信託設定し、その信託受益権を投資家へ販売するもの。その他に特定目的会社（SPC）を使った証券化手法は様々存在するが、オリジネーターの信用リスクを遮断し、SPVを倒産隔離しておく必要がある。

## 不動産担保証券の種類
不動産担保証券は、証券化する貸付金の種類により大きく以下の二つに分類される。
- RMBS（Residential mortgage-backed security） :住宅ローン債権を証券化したもの。
- CMBS（Commercial mortgage-backed security） :商業用不動産に対するローン債権を証券化したもの。

また、投資家の需要に応じてキャッシュフローを組替えることにより、様々な形態で発行されている。
- パス・スルー証券 : オリジネーターに支払われた返済金をそのまま証券の購入者に支払うタイプの証券。
- モーゲージ担保証券 (CMO、Collateralized mortgage obligation) ：パス・スルー証券から支払われるキャッシュフローを何らかの基準（繰上償還の時期など）により複数のトランシェに分割し、それぞれを違う種類の証券とするもの。
- ストリップ証券: パス・スルー証券から支払われるキャッシュフローは利息部分と元本部分に分解できる。それぞれのキャッシュフローをストリップ債として組成したものが、IO証券とPO証券。
  - IO証券：パス・スルー証券の利息部分のキャッシュフローを証券化した商品。IOとはInterest-onlyのこと。
  - PO証券：パス・スルー証券の元本部分のキャッシュフローを証券化した商品。POとはPrincipal-onlyのこと。